# Ocell del paradís de Pennant
L'ocell del paradís de Pennant (Parotia sefilata) és un ocell de la família dels paradiseids (Paradiseidae).

## Hàbitat i distribució
Habita els boscos de les muntanyes occidentals de Nova Guinea, a les Arfak, Tamrau i Wandammen.